# کلودیو وینازانی
کلودیو وینازانی (انگلیسی: Claudio Vinazzani؛ زادهٔ ۱۸ آوریل ۱۹۵۴) بازیکن فوتبال اهل ایتالیا است.
از باشگاه‌هایی که در آن بازی کرده‌است می‌توان به البیا کالچو ۱۹۰۵، باشگاه ورزشی لاتزیو، و باشگاه فوتبال ناپولی اشاره کرد.